# Býkev
Býkev is een Tsjechische gemeente in de regio Midden-Bohemen, en maakt deel uit van het district Mělník.
Býkev telt 379 inwoners (2006).
De eerste schriftelijke vermelding van het dorp stamt uit het jaar 1392. Naast het dorp Býkev zelf ligt ook Jenišovice in de gemeente. Dit dorpje is al in de 12e eeuw gesticht en heeft tegenwoordig (2006) 71 inwoners.

Býkev ·
Byšice ·
Cítov ·
Čakovičky ·
Čečelice ·
Dobřeň ·
Dolany nad Vltavou ·
Dolní Beřkovice ·
Dolní Zimoř ·
Dřínov ·
Horní Počaply ·
Hořín ·
Hostín u Vojkovic ·
Hostín ·
Chlumín ·
Chorušice ·
Chvatěruby ·
Jeviněves ·
Kadlín ·
Kanina ·
Kly ·
Kojetice ·
Kokořín ·
Kostelec nad Labem ·
Kozomín ·
Kralupy nad Vltavou ·
Ledčice ·
Lhotka ·
Liběchov ·
Libiš ·
Liblice ·
Lobeč ·
Lužec nad Vltavou ·
Malý Újezd ·
Medonosy ·
Mělnické Vtelno ·
Mělník ·
Mšeno ·
Nebužely ·
Nedomice ·
Nelahozeves ·
Neratovice ·
Nosálov ·
Nová Ves ·
Obříství ·
Olovnice ·
Ovčáry ·
Postřižín ·
Řepín ·
Spomyšl ·
Stránka ·
Střemy ·
Tišice ·
Tuhaň ·
Tupadly ·
Újezdec ·
Úžice ·
Velký Borek ·
Veltrusy ·
Vidim ·
Vojkovice ·
Vraňany ·
Všestudy ·
Všetaty ·
Vysoká ·
Zálezlice ·
Zlončice ·
Zlosyň ·
Želízy